# 台北市南海普陀山慧濟寺
台北市南海普陀山慧濟寺位於台灣台北市士林區中山北路七段190巷34之1號，為主祀觀世音菩薩之佛教廟宇，原屬慧濟禪寺台灣分院。該建物興建於1962年，今為位於天母之仿古廟宇建築。另外，該廟宇的組織型態為管理人制，祭典日期則是每年農曆二月十九。

## 歷史
1950年初，慧濟禪寺住持釋慶規及其弟子釋性海赴台灣弘揚佛法，由信徒姚偉信夫婦發起於台北縣士林鎮（今台北市士林區）天母建寺。1958年秋，建寺工程開工。1962年，南海普陀山慧濟寺分院落成。1965年，釋慶規圓寂。1966年，南海普陀山慧濟寺分院完成寺廟登記。1975年春，中華民國總統蔣中正逝世，其「五七」超渡法會在南海普陀山慧濟寺分院舉行。1979年6月19日，南海普陀山慧濟寺分院山門落成，姚偉信夫婦贈「道場莊嚴」匾額祝賀。1988年春，中華民國總統蔣經國逝世，其次子蔣孝武委託南海普陀山慧濟寺分院為先人舉行超渡法會。1994年，南海普陀山慧濟寺分院組織形態改為財團法人，更名為財團法人台北市南海普陀山慧濟寺。
台北市南海普陀山慧濟寺山門楹聯「蓮座潮音觀妙相，光明自在見如來」及二重門楹聯「岩垂法相彌空界，海振潮音說普門」，皆由溥心畬題字。

## 外部連結
官方网站
- 台北市南海普陀山慧濟寺的Facebook專頁